# Agostino Magliani

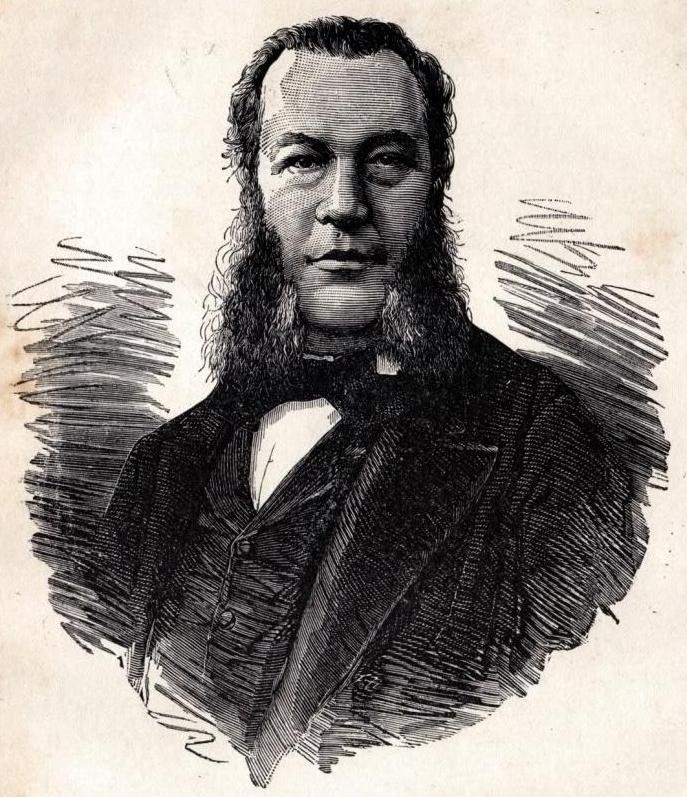
Agostino Magliani

Agostino Magliani (23 de julho de 1824 – 20 de fevereiro de 1891), financista italiano, era natural de Laurino, perto de Salerno.
Ele estudou em Nápoles, e um livro sobre filosofia do direito baseado nos princípios liberais rendeu-lhe um cargo no tesouro napolitano. Ele entrou para o Senado Italiano em 1871, e já havia garantido uma reputação como um especialista financeiro antes de sua Questione monetaria aparecer em 1874.
Em dezembro de 1877, ele tornou-se Ministro das Finanças italiano no ministério reconstruído de Depretis, e posteriormente ocupou o mesmo cargo em três outros governos liberais. No seu segundo mandato (1880) realizou a abolição do "imposto grist", para entrar em vigor em 1884. Tendo que enfrentar um aumento nas despesas sem ofender o eleitorado radical com impostos impopulares, ele recorreu a métodos inadequados de finanças, que embaraçaram seriamente o crédito italiano por alguns anos depois de ele finalmente deixar o cargo em 1888. Ele morreu em Roma em 22 de fevereiro de 1891. Ele foi um dos fundadores da Sociedade Antissocialista Adam Smith em Florença.